# Liste der Monuments historiques in Colombé-la-Fosse
Die Liste der Monuments historiques in Colombé-la-Fosse führt die Monuments historiques in der französischen Gemeinde Colombé-la-Fosse auf.

## Liste der Immobilien
| Bezeichnung       | Beschreibung           | Standort                             | Kennzeichnung | Schutzstatus | Datum | Bild |
| ----------------- | ---------------------- | ------------------------------------ | ------------- | ------------ | ----- | ---- |
| Kirche St-Louvent | ab dem 13. Jahrhundert | Rue d’Escurez (Lage)                 | PA00078088    | Inscrit      | 1987  |      |
| Friedhofskreuz    |                        | Rue d’Escurez, vor der Kirche (Lage) | PA00078087    | Inscrit      | 1987  |      |

## Liste der Objekte
| Bezeichnung                        | Beschreibung                                                                      | Standort                              | Kennzeichnung | Schutzstatus | Datum | Bild |
| ---------------------------------- | --------------------------------------------------------------------------------- | ------------------------------------- | ------------- | ------------ | ----- | ---- |
| Sessel                             | Holz, Stoff, zweite Hälfte des 18. Jahrhunderts                                   | in der Kirche St-Louvent (Lage)       | PM10004661    | Inscrit      | 1985  |      |
| Kreuzigungsgruppe                  | Holz, farbig gefasst, 16. Jahrhundert                                             | in der Kirche St-Louvent (Lage)       | PM10004657    | Inscrit      | 1985  |      |
| Skulptur Heiliger Lupentius        | Kalkstein, erste Hälfte des 15. Jahrhunderts; aus der Vignory-Joinville-Werkstatt | außen an der Kirche St-Louvent (Lage) | PM10004656    | Inscrit      | 1985  |      |
| Prozessionsstab Christus           | Holz, farbig gefasst und vergoldet, 19. Jahrhundert                               | in der Kirche St-Louvent (Lage)       | PM10004658    | Inscrit      | 1985  |      |
| Taufbecken                         | Kalkstein, 12. Jahrhundert                                                        | in der Kirche St-Louvent (Lage)       | PM10000612    | Classé       | 1913  |      |
| Prozessionsstab Heiliger Sebastian | Holz, farbig gefasst und vergoldet, 18. Jahrhundert                               | in der Kirche St-Louvent (Lage)       | PM10004659    | Inscrit      | 1985  |      |
| Weihwasserbecken                   | Gusseisen, 17. Jahrhundert                                                        | in der Kirche St-Louvent (Lage)       | PM10004660    | Inscrit      | 1985  |      |